# Harry Chadwick (cầu thủ bóng đá)
Harold Chadwick (25 tháng 1 năm 1919 – 2 tháng 12 năm 1987) là một cầu thủ bóng đá người Anh, thi đấu ở vị trí tiền vệ chạy cánh ở Football League cho Tranmere Rovers.